# Mapeo robótico
El mapeo robótico es la rama de la cartografía que se ocupa del estudio y la aplicación de la capacidad de construir (o utilizar) un mapa o plano de planta por el robot autónomo y de localizarse en el mismo. Es la meta del robot autónomo.
Evolutivamente, la acción ciega puede ser suficiente para mantener con vida a algunos animales. Para algunos insectos, por ejemplo, el medio ambiente no se interpreta como un mapa y sobreviven solo con una respuesta disparada. Una estrategia de navegación un poco más elaborada mejora notablemente las capacidades del robot. Los mapas cognitivos permiten capacidades de planificación y el uso de las percepciones, eventos memorizados y consecuencias esperadas.